# The Wurzels
 (décembre 2012).
Si vous disposez d'ouvrages ou d'articles de référence ou si vous connaissez des sites web de qualité traitant du thème abordé ici, merci de compléter l'article en donnant les références utiles à sa vérifiabilité et en les liant à la section « Notes et références ».
The Wurzels (anciennement Adge Cutler and the Wurzels) est un groupe de musique britannique originaire du Somerset, formé en 1966 par Adge Cutler (en). Il est composé de Tommy Banner, Pete Budd, John Morgan et Sedge Moore.
Ils sont connus pour leur titre I Am A Cider Drinker (1976), parodie de Paloma blanca, et surtout The Combine Harvester (Brand New Key) (1976).